# Толкач Володимир Сергійович
Володимир Сергійович Толкач (17 січня 1959) — український дипломат. Надзвичайний і Повноважний Посол України в Державі Кувейт (2010—2019). З 13 грудня 2021 року — Надзвичайний і Повноважний Посол України в Республіці Сербія.

## Життєпис
У 1981 році закінчив Київський національний університет ім. Тараса Шевченка, інженер-гідрогеолог; 1988 р. — аспірантура на кафедрі гідрогеології та інженерної геології Київського національного університету ім. Тараса Шевченка, кандидат геолого-мінералогічних наук; 1999 р. — Дипломатична академія України при МЗС України, магістр зовнішньої політики. Володіє англійською та македонською мовами.
2010—2019 рр. — Надзвичайний і Повноважний Посол України в Державі Кувейт;
2009—2010 рр. — Тимчасовий Повірений у справах України в Республіці Ірак;
2004—2009 рр. — начальник відділу ОБСЄ Департаменту ООН та інших міжнародних організацій МЗС України;
2001—2004 рр. — радник Посольства, Тимчасовий повірений у справах України в Республіці Македонія;
2000—2001 рр. — польовий помічник Особистого представника Діючого голови ОБСЄ з питань врегулювання конфлікту, який є предметом розгляду Мінською конференцією ОБСЄ;
1999—2000 рр. — радник відділу СНД Першого територіального управління МЗС України;
1996—1997 рр. — радник з політичних питань врегулювання грузинсько-осетинського конфлікту Глави місії ОБСЄ в Грузії;
1994—1996 рр. — перший секретар Управління країн СНД Міністерства закордонних справ України;
1993—1994 рр. — начальник відділу зовнішньої дозиметрії Управління дозиметричного контролю НВО «Прип'ять»;
1988—1993 рр. — асистент кафедри гідрогеології та інженерної геології Київського національного університету ім. Тараса Шевченка;
1981—1984 рр. — старший інженер Інституту геологічних наук Академії наук УРСР.

## Дипломатичний ранг
- Надзвичайний і Повноважний Посланник першого класу (2014)[3]
- Надзвичайний і Повноважний Посол (2023)[4].